# Hostiaz

Hostiaz este o comună în departamentul Ain din estul Franței.